# Disney Channel

Logo obowiązujące w latach 2002-2014

Disney Channel – międzynarodowa stacja telewizyjna emitująca produkcje Disneya. Zajmuje się też produkcją własnych filmów (Disney Channel Original Movies) i seriali (Disney Channel Original Series). Pierwszy na świecie Disney Channel to wersja amerykańska, która wystartowała w 1983 roku. W 2006 nadawanie rozpoczęła wersja polska.

## Lista wszystkich Disney Channel
| Data startu          | Stacja                             |
| Ameryka Północna     | Ameryka Północna                   |
| -------------------- | ---------------------------------- |
| 18 kwietnia 1983     | Disney Channel USA                 |
| 1 września 2015      | Disney Channel Kanada              |
| 1 września 2015      | Disney La Chaîne (Kanada)          |
| Afryka               |                                    |
| 2 kwietnia 1997      | Disney Channel Bliski Wschód       |
| 1 grudnia 2000       | Disney Channel Afryka Południowa   |
| Azja i Pacyfik       |                                    |
| 1 stycznia 1994      | Disney Channel Azja                |
| 8 czerwca 1996       | Disney Channel Australia           |
| 18 listopada 2003    | Disney Channel Japonia             |
| 18 kwietnia 2004     | Disney Channel Indie               |
| styczeń 2008         | Disney Channel Malezja             |
| 1 kwietnia 2010      | Disney Channel Hong Kong           |
| (brak informacji)    | Disney Channel Tajwan              |
| 11 kwietnia 2011     | Disney Channel Wietnam             |
| Europa               |                                    |
| 1 października 1995  | Disney Channel UK                  |
| 22 marca 1997        | Disney Channel Francja             |
| 31 października 1998 | Disney Channel Włochy              |
| 16 października 1999 | Disney Channel Niemcy              |
| 28 lutego 2003       | Disney Channel Skandynawia         |
| 2 grudnia 2006       | Disney Channel Polska              |
| 29 kwietnia 2007     | Disney Channel Turcja              |
| 1 lipca 2008         | Disney Channel Hiszpania           |
| 1 października 2008  | Disney Channel Portugalia          |
| 19 września 2009     | Disney Channel (Czechy i Słowacja) |
| 19 września 2009     | Disney Channel Węgry               |
| 19 września 2009     | Disney Channel Rumunia             |
| 19 września 2009     | Disney Channel Bułgaria            |
| 3 października 2009  | Disney Channel Benelux             |
| 7 listopada 2009     | Disney Channel Grecja              |
| 10 sierpnia 2010     | Disney Channel Rosja               |
| 10 sierpnia 2010     | Disney Channel Ukraina             |
| Ameryka Południowa   |                                    |
| 27 lipca 2000        | Disney Channel Ameryka Łacińska    |
| 5 kwietnia 2001      | Disney Channel Brazylia            |